# Guarnieri d'Urslingen
Guarnieri d'Urslingen, noto anche come il Duca Guarnieri (in tedesco Werner von Urslingen; 1308 circa – 5 febbraio 1354), è stato un nobile, condottiero, mercenario e capitano di ventura tedesco.

## Biografia
Nacque intorno al 1308 in Svevia, da Corrado, II duca di Urslingen, e da una nobildonna della dinastia dei Signori di Zimmern, di cui fu il secondo di tre figli. Apparteneva ad illustre famiglia, i cui esponenti più antichi, legati alla dinastia reale degli Hohenstaufen, furono duchi di Spoleto.
L'Urslingen fece parte di quel nutrito gruppo di mercenari tedeschi giunti in Italia al seguito di Ludovico il Bavaro, che nel 1328 costituì la Compagnia del Ceruglio, comandata da Marco Visconti, e si fece conoscere con il soprannome di Duca Guarnieri. Detta compagnia, che guerreggiò in Toscana, si sciolse poco dopo e i suoi membri, tra cui il medesimo Urslingen, aderirono dapprima alla Compagnia della Colomba, che fu al servizio di Firenze e di Venezia contro Mastino della Scala, signore di Verona, ed in seguito alla Compagnia di San Giorgio guidata da Lodrisio Visconti. Quest'ultimo, ribelle per il possesso alla Signoria di Milano al nipote Azzone Visconti, fu sconfitto nella Battaglia di Parabiago del 1339, di cui l'Urslingen fu uno dei comandanti.
La compagnia del Visconti, uscì totalmente distrutta dalla sconfitta subita dai Milanesi, e l'Urslingen assieme ad altri mercenari tedeschi facenti parte della medesima, passarono al soldo di Pisa ed assediarono Lucca, nella guerra contro Firenze, le cui truppe erano guidate da Malatesta Malatesta, signore di Rimini. Alla fine del conflitto fu poi licenziato ed in seguito fondò una propria compagnia di ventura, con il nome di Grande Compagnia (o Compagnia della Corona), insieme ad Ettore Conte di Panigo e Muzzarello da Cuzzano. A capo della Grande Compagnia, costituita da oltre 3.000 mercenari in prevalenza tedeschi e svizzeri, iniziò a guerreggiare e a devastare diverse località in Toscana e in Umbria, per attaccare le città di Firenze, Siena e Perugia. Passato in Romagna, fu al servizio di Francesco Ordelaffi, signore di Forlì, nelle guerre di questi contro Bologna e Rimini. In seguito, lo svevo passò al servizio del Signore di Rimini, nella sua guerra contro il cugino Ferrantino Malatesta, che sconfisse togliendo a questi Fossombrone e Fano. All'inizio del 1343, l'Urslingen si accordò con Taddeo Pepoli, signore di Bologna, e la Grande Compagnia passò quindi al servizio dei comuni di Bologna, Ferrara, Verona, Imola, Faenza, Ravenna e Rimini, in cambio di enormi compensi. Inoltre, con il Pepoli fece un accordo in cui obbligava la Grande Compagnia a non far danni ovunque si trovasse, e per questo, furono anche marchiati i cavalli per il loro riconoscimento. L'Urslingen, feroce e spietato a tal punto da portare una piastra d'argento sulla propria corazza con inciso il motto Duca Guarnieri, signore della gran compagnia, nimico di Dio, di pietà e di misericordia, assieme ai mercenari da lui comandati commise violenze, saccheggi e distruzioni varie ai danni delle popolazioni dei territori del Modenese e del Reggiano. In seguito, a marzo, la compagnia dell'Urslingen mosse guerra prima contro gli eserciti di Mantova e poi di Padova, con questi ultimi, guidati da Ubertino da Carrara, che bloccarono il loro attacco. Il mese successivo, ad aprile, ospite del Marchese di Ferrara, condusse i suoi uomini sul Po per allontanarli dai domini degli Estensi e degli Scaligeri e divise la compagnia per schiere o insegne: dieci bandiere proseguirono per la Toscana, al fine di portarsi a Lucca (nel Frignano tuttavia subirono numerose perdite per gli attacchi degli abitanti degli Appennini), otto puntarono su Carpi; i rimanenti attraversarono il Po e ritornarono in Germania. L'Urslingen fu catturato a Ferrara e liberato solo dopo avere pagato una somma di denaro, e poté così fare rientro in Germania passando per le alpi friulane, dove i suoi mercenari si resero autori di ulteriori episodi di violenze e saccheggi sulle popolazioni.
Nel novembre del 1347 Guarnieri fece ritorno in Italia al servizio del re Luigi I d'Ungheria in guerra contro la cognata Giovanna I d'Angiò, regina di Napoli, accusata dell'assassinio del marito Andrea d'Angiò, fratello del predetto Luigi. Messo a capo di un'unità formata da 1.500 barbute, si scontrò con le milizie radunate a Capua e comandate dal principe Luigi di Taranto, già amante e nuovo consorte della Regina Giovanna, in una battaglia durata ottanta giorni. Le forze comandate dall'Urslingen difesero L'Aquila, prima città del Regno di Napoli conquistata dal Re d'Ungheria, e riuscirono a prevalere e ad arrivare nei pressi della sua capitale, mettendo così in fuga il Principe di Taranto e la consorte in Provenza. Nel gennaio 1348, Ulrico di Wolfart accusò l'Urslingen di tradimento al Re Luigi, di connivenza con la Regina Giovanna e il suo consorte, e pertanto venne arrestato e successivamente licenziato e allontanato dal sovrano ungaro assieme alla sua compagnia. Poco dopo passò al soldo di Nicola Caetani, conte di Fondi, e raccolse a Terracina una milizia formata da 3.000 cavalieri: per ordine del Conte di Fondi attaccò e devastò tutti i territori della campagna romana a lui ostili, in particolare Anagni, incendiata e la cui popolazione venne sterminata, poiché responsabile dell'uccisione di dodici suoi ambasciatori. Di fronte alla ferocia e all'estrema crudeltà dei mercenari della Grande Compagnia e del suo capo, le città di Firenze, Siena, Perugia e Arezzo si coalizzarono e diedero vita ad un esercito di 3.000 cavalieri comandato da Alamanno degli Obizzi: la compagnia dell'Urslingen subì ingenti perdite, e venne decimata in battaglia e a causa della peste. Nel mese di aprile, il mercenario tedesco passò al servizio dello Stato della Chiesa, per il quale conquistò diversi territori.
Nell'agosto del 1348, la regina Giovanna e il suo consorte, dopo essersi accordati ad Avignone con papa Clemente VI, assoldarono l'Urslingen e la sua banda, che formata da 1.500 barbute, supportarono il loro rientro a Napoli, dove furono accolti dal popolo. Durante i festeggiamenti, Guarnieri armò cavaliere Luigi di Taranto, il quale a sua volta, armò numerosi cittadini napoletani. Il mese seguente, a settembre, fu inviato con 1.200 soldati ad attaccare la rocca di Lucera, strappata al controllo di Luigi de Sabran, conte d'Apice. La medesima località venne poi attaccata dalle truppe di Corrado di Wolfart detto Corrado Lupo, che il Duca Guarnieri cercò di respingere ma venne sconfitto. Le truppe del Lupo espugnarono anche Foggia, e durante la ritirata verso la capitale angioina, l'Urslingen e i membri della sua compagnia subirono un'imboscata da parte delle truppe comandate da Stefano Lackfi, voivoda di Transilvania. Dopo essere rientrato a Napoli, lo svevo fu inviato da Luigi di Taranto con al comando di 400 barbute alla guardia di Corneto, in Capitanata. Corneto venne attaccata e distrutta dalle milizie comandate da Corrado Lupo e dal Voivoda di Transilvania, e l'Urslingen che dovette arrendersi, si consegnò a costoro che lo fecero prigioniero. Passò agli stipendi del Voivoda di Transilvania - quest'ultimo al servizio del Re d'Ungheria - il quale lo fece capitano del suo esercito dopo di lui e il Lupo, formato da 30.000 soldati.
Nel 1349, le milizie del Lackfi, formate in prevalenza da cavalieri ungari e tedeschi, devastarono il Principato e la Terra di Lavoro, operando atroci delitti quali saccheggi, rapine, stupri e omicidi ai danni delle inermi popolazioni dei casali conquistati, e in seguito attaccarono Napoli. Esaurito il denaro del Voivoda di Transilvania per pagare i venturieri al suo soldo, nel gennaio 1350, l'Urslingen assieme a Corrado Lupo e al conte Corrado di Landau, congiurarono per ucciderlo, e il medesimo si diede alla fuga per rifugiarsi a Manfredonia assieme ai suoi soldati ungari. Intervenne il Papa, che mandò come suo ambasciatore il cardinale Annibaldo Caetani, il quale consegnò ai tre capitani una somma di 130.000 fiorini con cui li obbligò ad abbandonare Aversa, Capua e gli altri casali occupati. L'Urslingen, che divise il bottino - stimato a circa 500.000 fiorini - con il Lupo ed il Landau, assieme a 500 suoi cavalieri si diresse verso la Romagna. Qui venne assoldato a maggio da Giovanni Manfredi, signore di Faenza e da Francesco Ordelaffi, signore di Forlì, costoro in guerra contro il rettore di Romagna Astorgio di Duraforte. Qualche mese più tardi, servì Giacomo Pepoli, sempre per colpire i legati pontifici, e conquistò Bologna per poi depredarla interamente. Il Pepoli vendette Bologna ai Visconti, e l'Urslingen assieme a 1.200 barbute abbandonò la città e passò agli stipendi dello Stato Pontificio: la città emiliana fu nuovamente assediata da costoro, ma bloccati e sconfitti dall'esercito di Galeazzo II Visconti.
Nel 1351, l'esercito pontificio si sciolse, e non riuscendo più a pagare, l'Urslingen e la sua compagnia conobbero un periodo di inattività e di miseria. Nel marzo di quell'anno, passò al servizio di Mastino II della Scala e dei Visconti. Fece ritorno in Svevia dove morì il 5 febbraio 1354. Dopo la sua morte, il comando della Grande Compagnia fu assunto da Fra Moriale.

### Matrimoni e discendenza
Guarnieri d'Urslingen, della dinastia dei Duchi di Urslingen, intorno al 1327 contrasse matrimonio con una nobildonna della dinastia dei Bernhausen, figlia di Guarnieri, signore di Bernhausen, da cui ebbe un figlio, Rainaldo.